# تامارا آرچیوخ
تامارا آرچیوخ (لهستانی: Tamara Arciuch؛ زادهٔ ۲۴ مارس ۱۹۷۵) بازیگر اهل لهستان است.
از فیلم‌ها یا برنامه‌های تلویزیونی که وی در آن نقش داشته‌است، می‌توان به حالا یا هرگز!، فرصت دوباره، رازداری حرفه‌ای، شر کمتر، نشانه‌گذاری‌شده، پدر متیو، اجاره‌نشین‌ها، پرستار کودک، دهن‌به‌دهن، عروسی، دوستان و ع چون عشق اشاره کرد.